# Cherokee (Oklahoma)
Cherokee è un comune degli Stati Uniti d'America, capoluogo della Contea di Alfalfa, nello Stato dell'Oklahoma.